# 23280 Laitsaita
23280 Laitsaita este un asteroid din centura principală de asteroizi.

## Descriere
23280 Laitsaita este un asteroid din centura principală de asteroizi. A fost descoperit pe 30 decembrie 2000 la Socorro, New Mexico, în cadrul proiectului LINEAR. Asteroidul prezintă o orbită caracterizată de o semiaxă mare de 2,24 ua, o excentricitate de 0,19 și o înclinație de 2,9° în raport cu ecliptica.